# Couturelle Communal Cemetery
Couturelle Communal Cemetery is een begraafplaats gelegen in de Franse plaats Couturelle (Pas-de-Calais). De militaire graven worden onderhouden door de Commonwealth War Graves Commission.
De begraafplaats telt 5 geïdentificeerde Gemenebest graven, waarvan 4 uit de Eerste Wereldoorlog en een uit de Tweede Wereldoorlog.